# Ленточный крайт

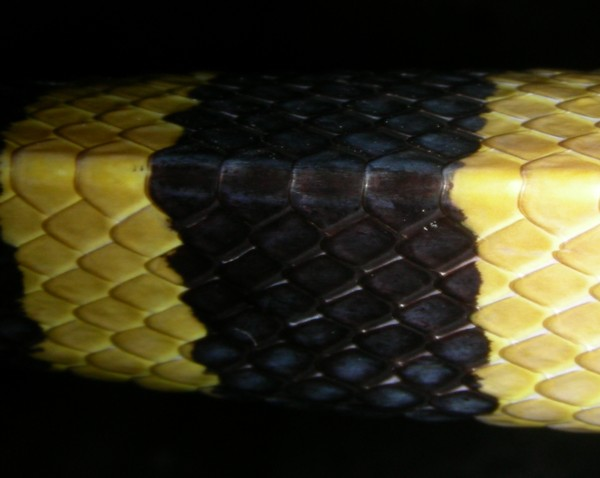
Чешуйки на коже ленточного крайта

Ленточный крайт, или пама (лат. Bungarus fasciatus) — ядовитая змея из семейства аспидовых (Elapidae).
Встречается в тропических лесах в Индии, на юге Китая, в Бирме и Таиланде. Средняя длина 180 см, но иногда змеи вырастают до 250 см.
Она активна в сумеречное и ночное время суток. Рацион змей включает  земноводных, птиц, мелких млекопитающих, ящериц и других змей, и зависит от местообитания.

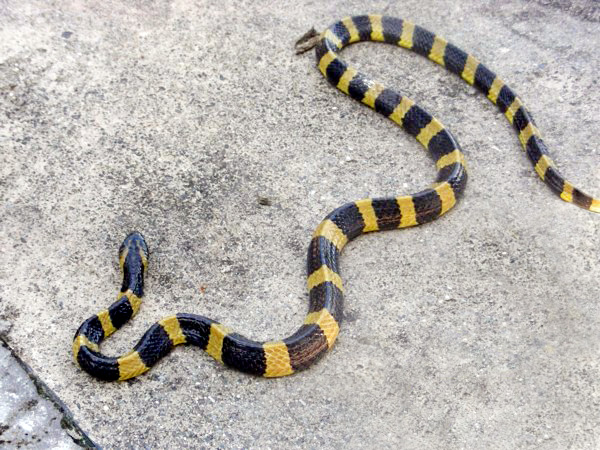